# Ernest Sowah
Ernest Sowah (Accra, 1988. június 22.) ghánai labdarúgó, aki jelenleg a kongói CS Don Bosco kapusa.

## Pályafutása
A ghánai Tema Youth csapatában nevelkedett, majd itt mutatkozott be profiként. 2007 és 2008 között őt tartották a legígéretesebb ghánai kapusnak. 2010-ben a szintén ghánai Berekum Chelsea játékosa lett. Itt szerepelt a CAF-bajnokok ligájában. 2013-ban elhagyta az országot és Kongóba igazolt a CS Don Bosco csapatába.

## Válogatott
2012. augusztus 15-én debütált a kínai labdarúgó-válogatott elleni barátságos mérkőzésen. Részt vett a 2012-es afrikai nemzetek kupáján és a 2015-ös afrikai nemzetek kupáján a válogatottal.

## Statisztika

### Válogatott
(2015. január 13. szerint)
| Válogatott | Szezon   | Mérkőzés | Gól |
| ---------- | -------- | -------- | --- |
| Ghána      | 2011     | 0        | 0   |
| Ghána      | 2012     | 1        | 0   |
| Ghána      | 2013     | 0        | 0   |
| Ghána      | 2014     | 0        | 0   |
| Ghána      | 2015     | 0        | 0   |
| Összesen   | Összesen | 1        | 0   |

## Külső hivatkozások
- Transfermarkt profil